# Haplozana nigrolineata
Haplozana nigrolineata är en fjärilsart som beskrevs av Aurivillius 1901. Haplozana nigrolineata ingår i släktet Haplozana och familjen tandspinnare. Inga underarter finns listade i Catalogue of Life.